# الدوري السوفيتي الممتاز لكرة القدم 1983
الدوري السوفيتي الممتاز لكرة القدم 1983 هو الموسم 47 من الدوري السوفيتي الممتاز لكرة القدم. أقيم خلال الفترة 27 مارس 1983 وحتى 6 نوفمبر 1983، وأشرف على تنظيمه الاتحاد السوفيتي لكرة القدم، وكان عدد الأندية المشاركة فيه 18، وفاز فيه نادي دنيبرو دنيبروبتروفسك.